# Gugelhupf

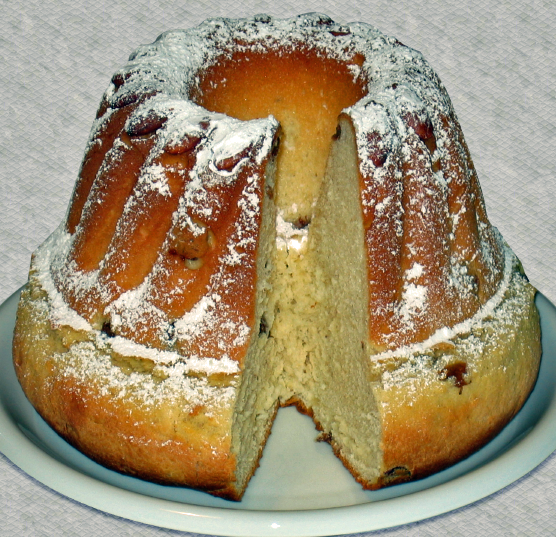
Kouglof

O Gugelhupf é um bolo típico da Áustria, sueste da Alemanha, Suíça e também da Alsácia (França), onde é chamado kouglof. Noutros países da região, a guloseima usa ainda outros nomes.
O bolo cresce com base em levedura biológica dissolvida em leite, que é depois acrescentada à massa feita com farinha, ovos, manteiga e açúcar. Em algumas receitas, mistura-se ainda baunilha, casca de limão, passas de uva e amêndoas. O Gugelhupf é cozido numa forma tradicional, redonda e com um tubo no centro, também chamada “turbante”, que originalmente era feita em cerâmica; no entanto, qualquer forma redonda e com buraco, ou uma forma bundt podem ser usadas.

## Etimologia e variedades

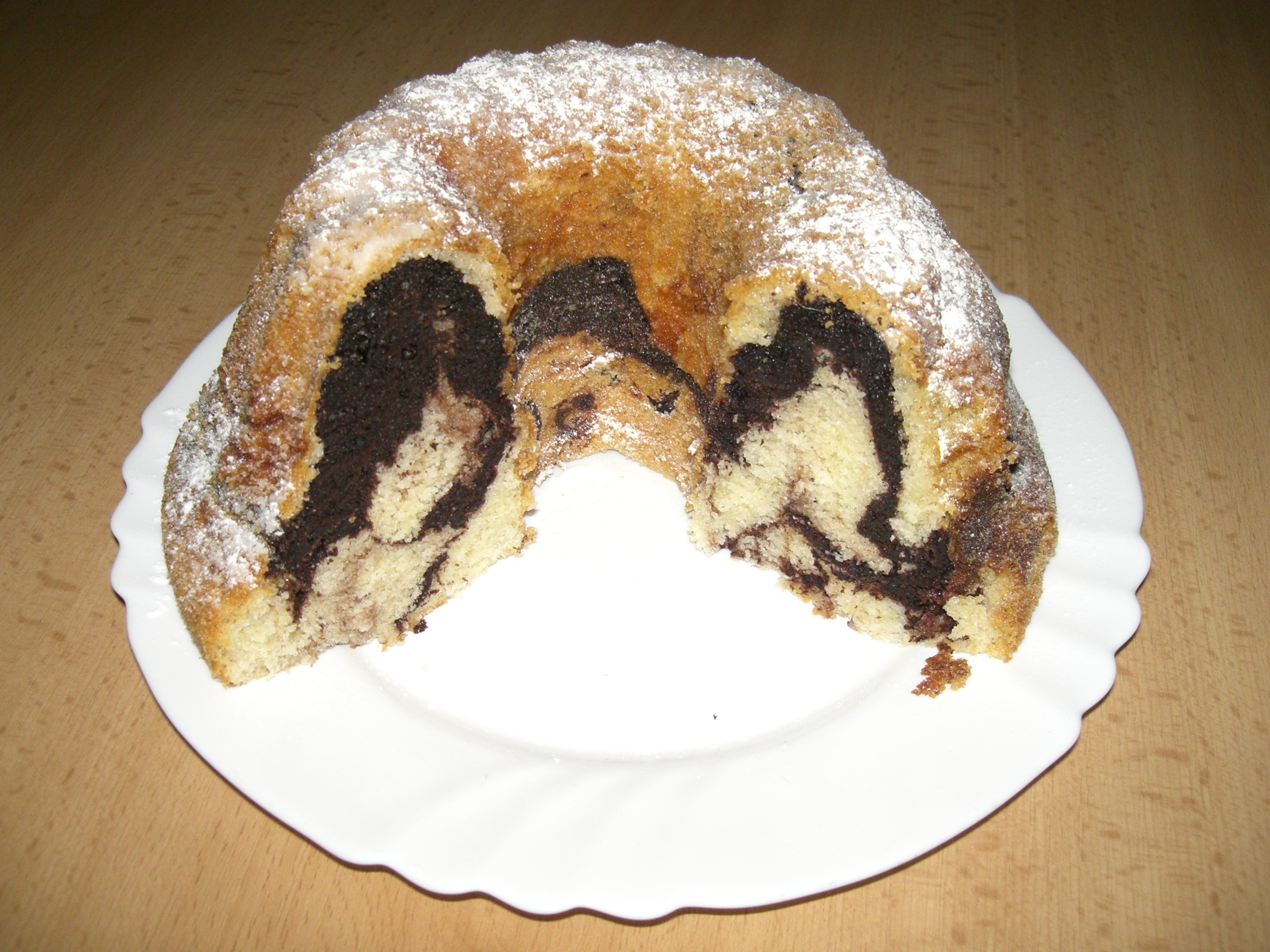
Gugelhopf checo, do tipo mármore, chamado Bábovka; a parte escura da massa é proveniente de cacau.

A origem do nome Gugelhopf, ou das variantes deste nome, não são bem conhecidas. Uma das versões sugere que a primeira parte tem origem na palavra Kugel, do alto alemão antigo, que significava um objeto redondo e que terá originado a palavra em alemão Bugel, um pão ou bolo redondo (pode ainda estar na origem de bagel). Outra versão é que a palavra tenha origem no médio-alemão para capuz ou turbante. Os outros nomes do bolo na região (Europa oriental) não têm a mesma origem: bábovka na República Checa e babka na Polónia, mas nos Balcãs, a palavra usada é kuglof ou uma variante desta palavra.

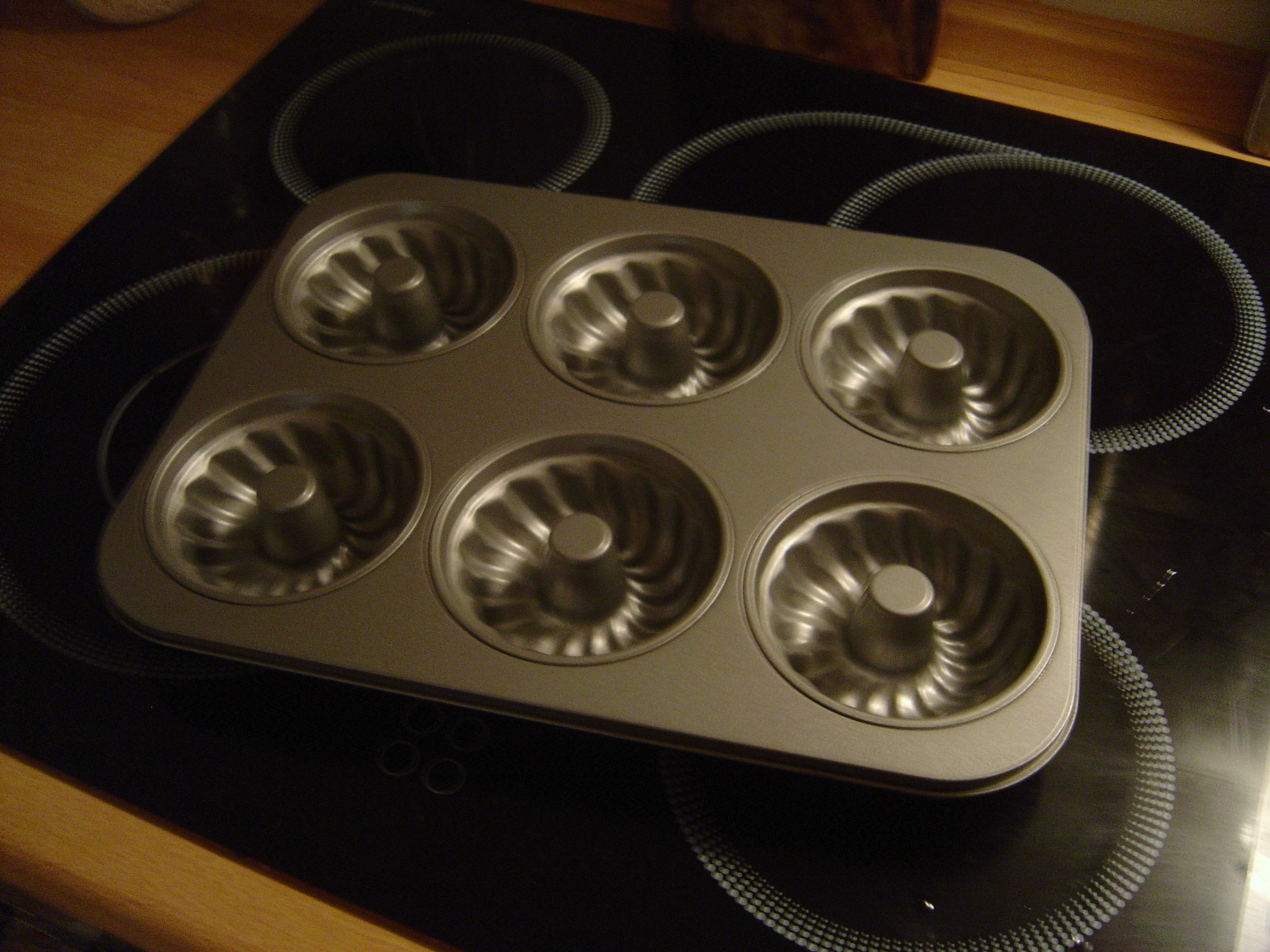
Formas para Gugelhupf pequenos

Para além da versão doce do bolo, também se faz uma salgada, sem açúcar e com pedaços de bacon, queijo e condimentos, que é servida com um copo de vinho. E, apesar do Gugelhupf ser normalmente um bolo grande, fabricam-se formas para bolos mais pequenos.